# Clusia carinata
Espèce
Classification phylogénétique
Statut de conservation UICN

 VU  : Vulnérable
Clusia carinata est une espèce de plantes à fleurs du genre Clusia et de la famille des Clusiaceae.